# Linia kolejowa nr 220
Linia kolejowa nr 220 – pierwszorzędna, zelektryfikowana linia kolejowa w województwie warmińsko-mazurskim łącząca stację Olsztyn Główny ze stacją Bogaczewo. Linia na całej swojej długości jest jednotorowa.

## Historia
- XIX wiek – otwarcie linii na odcinku Olsztyn – Kozia Góra.
- 1945 – otwarcie linii na odcinku Kozia Góra – Morąg.
- 1959 – otwarcie linii na odcinku Morąg – Bogaczewo.
- 1994 – elektryfikacja na całej długości[4].
- przełom 2015 i 2016 roku - podniesienie prędkości z 80 do 100 km/h na szlakach Gutkowo - Gamerki Wielkie oraz Morąg - Małdyty[5].
- przełom 2018 i 2019 - planowane podniesienie prędkości z 80 do 100 km/h na szlakach Gamerki Wielkie - Żabi Róg i Żabi Róg - Morąg[6].

## Stan techniczny
Ze względu na pogarszający się stan techniczny oraz przestarzałe układy geometryczne toru, wynikające z układów stacyjnych, konieczne było wprowadzenie ograniczeń prędkości pociągów. Do 2015 roku na linii obowiązywała prędkość 80 km/h dla pociągów pasażerskich, jednak po dokonaniu na przełomie roku 2015/2016 niezbędnych napraw utrzymaniowych nawierzchni torowej i podtorza oraz remontu wiaduktu kolejowego przywrócono prędkość szlakową dla pociągów pasażerskich na szlakach Gutkowo - Gamerki Wielkie oraz Morąg - Małdyty do 100 km/h. W 2018 ogłoszono przetarg na przebudowę urządzeń SRK na szlakach Gamerki Wielkie - Żabi Róg oraz Żabi Róg - Morąg. W ich wyniku przebudowane zostały przejazdy kolejowo-drogowe, zabudowana została nowa blokada liniowa oraz przebudowana została stacja Żabi Róg, gdzie powstanie nowy peron wyspowy. Zlikwidowane zostanie także ograniczenie prędkości w stacji Żabi Róg. Inwestycja umożliwi podniesienie prędkości szlakowej dla pociągów pasażerskich z 80 do 100 km/h oraz prędkości w obrębie stacji Żabi Róg z 60 do 80 km/h. W połowie lutego 2019 roku także peron na przystanku osobowym Morąg Kolonia uległ modernizacji, polegającej na podwyższeniu do wysokości 0,76 metra oraz wyposażeniu w pochylnię dla niepełnosprawnych i w elementy małej architektury pasażerskiej. Podobną modernizację przechodzą także perony na stacji Morąg; zostaną one wydłużone do 300 metrów, dzięki czemu będą mogły zatrzymywać się tu dłuższe składy pociągów.

## Plany przebudowy linii w ramach Olsztyńskiej Kolei Aglomeracyjnej
W 2017 roku ogłoszono przetarg na Opracowanie dokumentacji przedprojektowej rewitalizacji linii kolejowej nr 220 na odcinku Olsztyn Główny - Gutkowo. Projekt modernizacji zakłada między innymi podniesienie prędkości szlakowej do 100/120 km/h, powstanie przystanków osobowych Olsztyn Śródmieście (przy ulicy Wojska Polskiego w Olsztynie), Olsztyn Jezioro Ukiel (w rejonie Zespołu Szkół Elektronicznych i Ekonomicznych w Olsztynie), Olsztyn Redykajny (przy ulicy Hozjusza), a także odbudowę mijanki i przystanku osobowego Olsztyn Likusy, zlikwidowanych w 1970 roku. 18 października 2018 roku ogłoszono przetarg na "Zaprojektowanie i wykonanie robót budowlanych na odcinku Olsztyn - Gutkowo". Zakres robót przewiduje modernizację urządzeń SRK, budowę nowych blokad liniowych, wymianę nawierzchni torowej i rozjazdów na stacjach Olsztyn Główny i Gutkowo, budowę przystanków Olsztyn Śródmieście i Olsztyn Redykajny, odbudowę mijanki Olsztyn Likusy, modernizację obiektów inżynieryjnych oraz budowę i przebudowę sieci trakcyjnej na stacji Olsztyn Główny i Gutkowo w związku z modyfikacją układów stacyjnych i budową mijanki Olsztyn Likusy. Po zakończeniu prac prędkość wzrośnie z obecnych 80 km/h do 100 km/h dla pociągów pasażerskich. 12 marca 2019 roku rozstrzygnięto przetarg na rewitalizację linii kolejowej 220 na odcinku Olsztyn Główny - Gutkowo. Pozwoli to zwiększyć prędkość z 80 do 100 km/h i poprawić przepustowość.

## Galeria

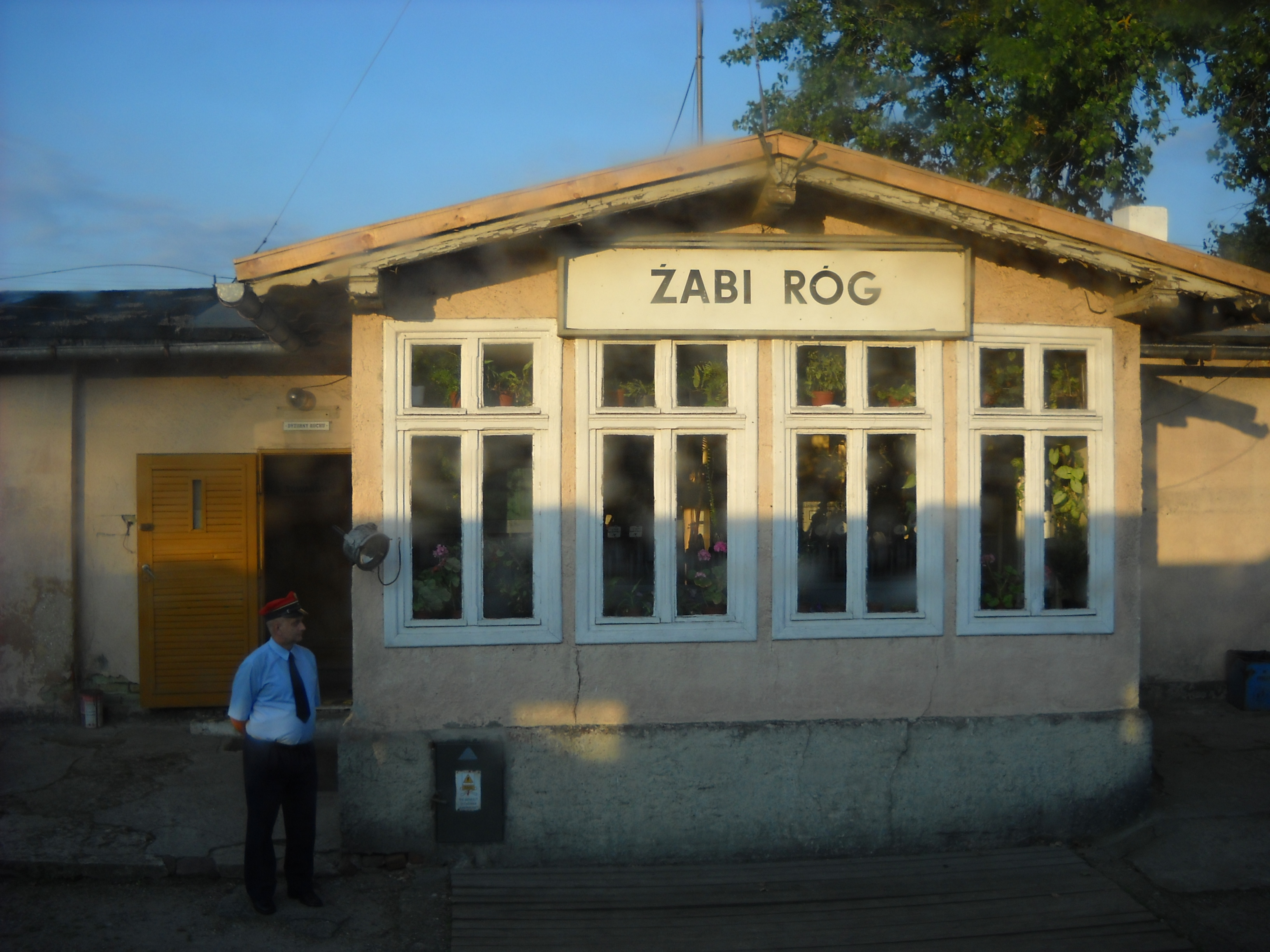
Nastawnia w Żabim Rogu
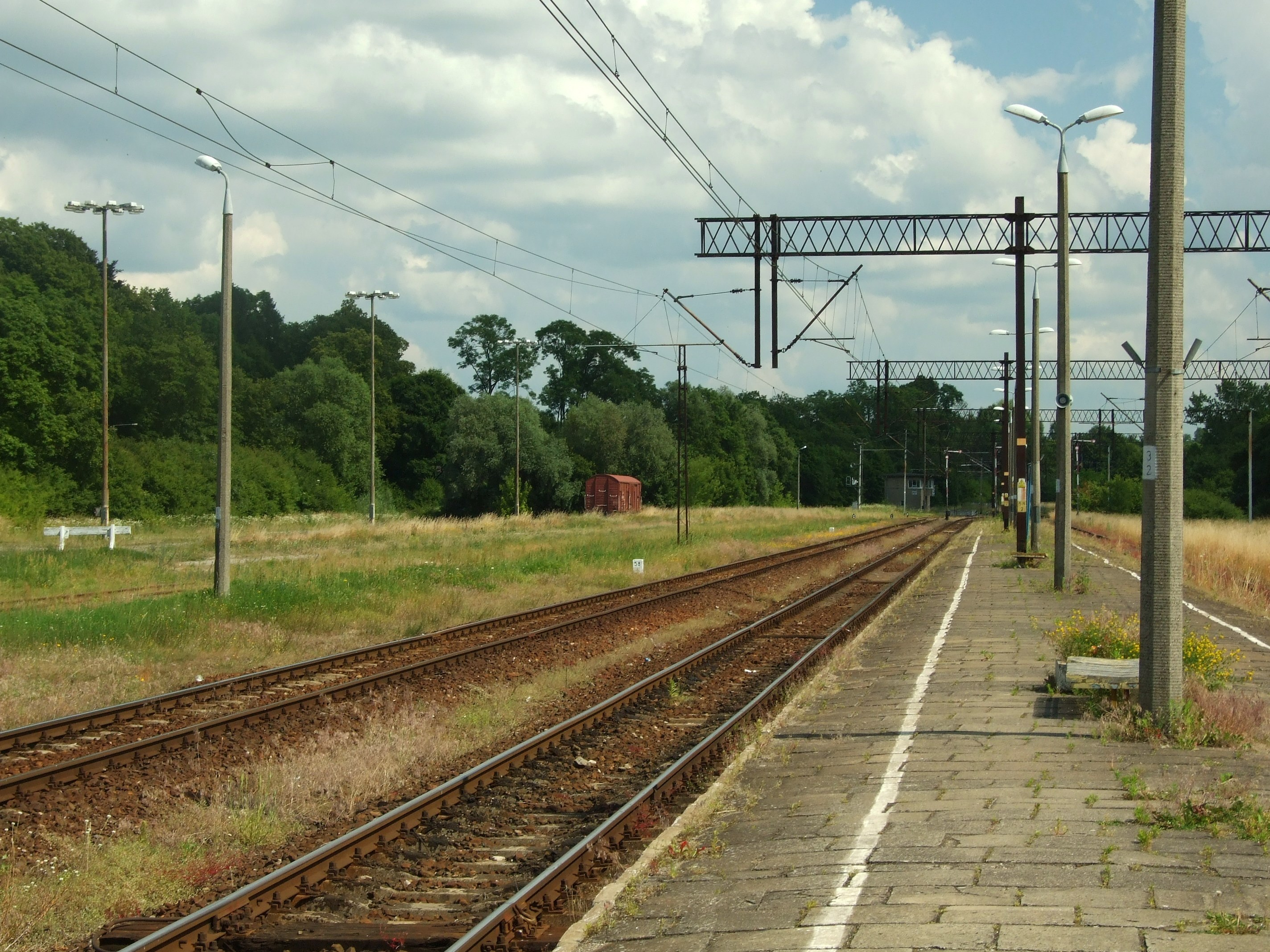
Linia w Małdytach
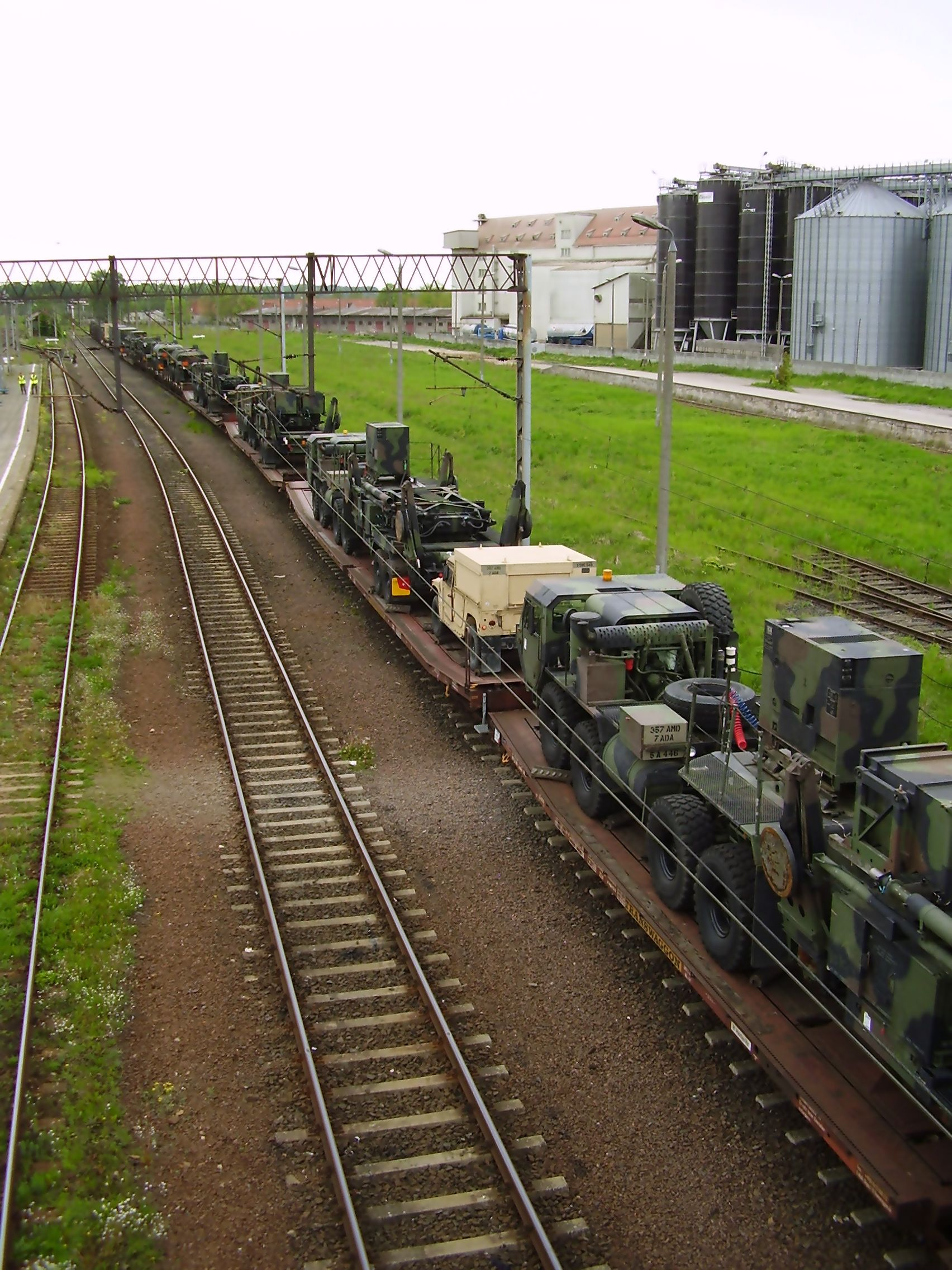
Rakiety Patriot transportowane linią